# استوارت الیوت
استوارت الیوت (انگلیسی: Stuart Elliott؛ زادهٔ ۲۷ اوت ۱۹۷۷) بازیکن فوتبال اهل بریتانیا است.
از باشگاه‌هایی که در آن بازی کرده‌است می‌توان به باشگاه فوتبال والتام فورست، باشگاه فوتبال گیلینگام، باشگاه فوتبال هروگیت تاون، باشگاه فوتبال اکستر سیتی، باشگاه فوتبال یورک سیتی، باشگاه فوتبال رکسهام، باشگاه فوتبال هارتل پول یونایتد، باشگاه فوتبال پلیموث آرگیل، باشگاه فوتبال استوک‌پورت کانتی، باشگاه فوتبال کارلایل یونایتد، باشگاه فوتبال هارو بورو، باشگاه فوتبال سوئیندون تاون، باشگاه فوتبال گیتزهد، باشگاه فوتبال هال سیتی، باشگاه فوتبال گرایس اتلتیک، باشگاه فوتبال ای. اف. سی بورنموث، باشگاه فوتبال نورتویچ ویکتوریا، باشگاه فوتبال نیوکاسل یونایتد، باشگاه فوتبال آرسنال، و باشگاه فوتبال اشینگتون اشاره کرد.